# Pectobacterium
Pectobacterium ist eine Bakteriengattung.

## Merkmale
Die Zellen der Arten von Pectobacterium sind gerade Stäbchen. Die Zellenden sind abgerundet. Sie sind meist durch eine peritriche Begeißelung beweglich und treten einzeln oder in Paaren auf. Die Gram-Färbung verläuft negativ.

## Stoffwechsel und Wachstum
Pectobacterium ist  fermentativ, der Stoffwechselweg ist die Gärung. Unter anderen werden n-Acetylglucosamin, Fructose, Galactose, Glucose, Mannose und Saccharose unter Säurebildung von dem Bakterium genutzt. Es ist fakultativ anaerob, kann also mit und auch ohne verfügbaren Sauerstoff wachsen. Die optimale Wachstumstemperatur liegt je nach Art zwischen 27 und 30 °C, die maximale Temperatur für Wachstum ist 40 °C. Der Oxidase-Test verläuft negativ, der Katalase-Test positiv.

## Pectobacteriumals Pflanzenschädling
Innerhalb der Gattung Pectobacterium sind bedeutende Pflanzenschädlinge vertreten. Sie können verschiedene Symptome auslösen, wie z. B. Blattflecken, Welke und Verfärbung des Pflanzengewebes. Das Bakterium baut innerhalb der Zellwänden von Pflanzen das Molekül Pectin ab. Hierzu scheidet es Enzyme aus, sogenannte Pektinasen.
So ist Pectobacterium carotovorum Auslöser der Knollennassfäule bei Blumenkohl und Kartoffeln. Bei letzteren kann es auch die Schwarzbeinigkeit auslösen. Früher wurde die Art als Erwinia carotovora bezeichnet. Die Art Pectobacterium brasiliense kann wie auch P. carotovora Kartoffeln befallen.

## Klimawandel
Das Risiko von bestimmten Schädlingen (wie Bakterien oder Pilze) befallen zu werden, kann mit höherer Temperatur und/oder steigender Luftfeuchtigkeit zunehmen. Es kann auch ein Wechsel zwischen Parasiten, die niedrige Temperaturen bevorzugen und Parasiten, die bei hohen Temperaturen besseres Wachstum zeigen, auftreten. Pectobacterium carotovora bevorzugt Temperaturen unter 25 °C und P. chrysanthemi höhere Temperaturen. Der Klimawandel könnte hierbei eine temperaturbedingte Verschiebung der Häufigkeit zwischen den beiden Pectobacterium-Arten bewirken. So würde P. chrysanthemi bei erhöhten Temperaturen P. carotovora verdrängen. Dies bedeutet auch eine erhöhte Gefahr für die Wirtspflanzen, da Bakterienpopulationen in der Regel bei höheren Temperaturen schneller wachsen.

## Systematik
Die Gattung Pectobacterium zählt zu der Familie Pectobacteriaceae. Diese Familie wurde im Jahr 2016 neu aufgestellt. Früher wurde Pectobacterium den Enterobacteriaceae zugeordnet. Die Typusart wurde im Jahr 1901 als „Bacillus carotovorus“ von Jones zuerst beschrieben. Von E. L. Waldee wurde sie als Pectobacterium carotovorum zu der Gattung Pectobacterium gestellt.
Die drei Arten Pectobacterium atrosepticum, P. betavasculorum und Pectobacterium wasabiae stellten zuvor Unterarten von Pectobacterium carotovorum dar, seit 2003 werden sie als eigene Arten geführt. Die früher geführte Art Pectobacterium chrysanthemi wurde 2005 zu der neuen Gattung Dickeya gestellt, Pectobacterium cypripedii wurde 2010 zu der Gattung Pantoea transferiert.
Es folgt eine Liste einiger Arten:
- Pectobacterium actinidiae Portier et al. 2019
- Pectobacterium aquaticum Pédron et al. 2019
- Pectobacterium atrosepticum (van Hall 1902) Gardan et al. 2003
- Pectobacterium betavasculorum (Thomson et al. 1984) Gardan et al. 2003
- Pectobacterium cacticidum (Alcorn et al. 1991) Hauben et al. 1999
- Pectobacterium carotovorum (Jones 1901) Waldee 1945
- Pectobacterium chrysanthemi (Burkholder et al. 1953) Brenner et al. 1973 (Approved Lists 1980)
- Pectobacterium parmentieri Khayi et al. 2016
- Pectobacterium parvum Pasanen et al. 2020
- Pectobacterium wasabiae (Goto and Matsumoto 1987) Gardan et al. 2003

## Genutzte Literatur
- George M. Garrity, Don J. Brenner, Noel R. Krieg, James T. Staley (Hrsg.): Bergey’s Manual of Systematic Bacteriology: Volume 2: The Proteobacteria, Part B: The Gammaproteobacteria. 2. Auflage. Springer-Verlag, New York 2005, ISBN 978-0-387-95040-2, doi:10.1007/0-387-28022-7.